# Maria del Lussemburgo
Maria del Lussemburgo (1304 circa – Issoudun, 26 marzo 1324) figlia dell'imperatore Enrico VII di Lussemburgo e di Margherita di Brabante, fu la seconda moglie di Carlo IV di Francia.

## Biografia
Dopo che il matrimonio di Carlo IV il Bello e di Bianca di Borgogna venne annullato, il 19 maggio 1322 da papa Giovanni XXII, il sovrano si sposò in seconde nozze con Maria del Lussemburgo. Il matrimonio fu celebrato il 21 settembre 1322 a Provins.
Dalla prima gravidanza di Maria nacque una bambina che non sopravvisse. Mentre la regina era nuovamente incinta, venne ferita in un incidente di carrozza e dette alla luce prematuramente un maschietto che morì poche ore dopo il parto. La sovrana non sopravvisse alle ferite riportate e spirò il 21 marzo 1324 all'età di soli 19 anni. Venne seppellita a Montargis, in una chiesa dominicana.

## Ascendenza
|                           |                        |                          | Genitori                    |  |  | Nonni |  |  | Bisnonni                |  |  | Trisnonni                |  |
|                           |                        |                          |                             |  |  |       |  |  | Enrico V di Lussemburgo |  |  | Valerano III di Limburgo |  |
|                           |                        |                          |                             |  |  |       |  |  | Enrico V di Lussemburgo |  |  | Valerano III di Limburgo |  |
|                           |                        | Ermesinda di Lussemburgo |                             |  |  |       |  |  | Enrico V di Lussemburgo |  |  |                          |  |
| Enrico VI di Lussemburgo  |                        |                          |                             |  |  |       |  |  | Enrico V di Lussemburgo |  |  |                          |  |
|                           |                        | Margherita di Bar        | Enrico II di Bar            |  |  |       |  |  |                         |  |  |                          |  |
|                           |                        | Margherita di Bar        | Enrico II di Bar            |  |  |       |  |  |                         |  |  |                          |  |
|                           |                        | Margherita di Bar        | Philippa di Dreux           |  |  |       |  |  |                         |  |  |                          |  |
| Enrico VII di Lussemburgo |                        | Margherita di Bar        |                             |  |  |       |  |  |                         |  |  |                          |  |
|                           |                        | Baldovino d'Avesnes      | Burcardo d'Avesnes          |  |  |       |  |  |                         |  |  |                          |  |
|                           |                        | Baldovino d'Avesnes      | Burcardo d'Avesnes          |  |  |       |  |  |                         |  |  |                          |  |
|                           |                        | Baldovino d'Avesnes      | Margherita II delle Fiandre |  |  |       |  |  |                         |  |  |                          |  |
| Beatrice d'Avesnes        |                        | Baldovino d'Avesnes      |                             |  |  |       |  |  |                         |  |  |                          |  |
|                           |                        | Félicité di Coucy        | Thomas II di Coucy          |  |  |       |  |  |                         |  |  |                          |  |
|                           |                        | Félicité di Coucy        | Thomas II di Coucy          |  |  |       |  |  |                         |  |  |                          |  |
|                           |                        | Félicité di Coucy        | Mahaut di Rethel            |  |  |       |  |  |                         |  |  |                          |  |
| Maria di Lussemburgo      |                        | Félicité di Coucy        |                             |  |  |       |  |  |                         |  |  |                          |  |
|                           | Enrico III di Brabante | Enrico II di Brabante    |                             |  |  |       |  |  |                         |  |  |                          |  |
|                           | Enrico III di Brabante | Enrico II di Brabante    |                             |  |  |       |  |  |                         |  |  |                          |  |
|                           | Enrico III di Brabante | Maria di Svevia          |                             |  |  |       |  |  |                         |  |  |                          |  |
| Giovanni I di Brabante    | Enrico III di Brabante |                          |                             |  |  |       |  |  |                         |  |  |                          |  |
|                           |                        | Alice di Borgogna        | Ugo IV di Borgogna          |  |  |       |  |  |                         |  |  |                          |  |
|                           |                        | Alice di Borgogna        | Ugo IV di Borgogna          |  |  |       |  |  |                         |  |  |                          |  |
|                           |                        | Alice di Borgogna        | Yolanda di Dreux            |  |  |       |  |  |                         |  |  |                          |  |
| Margherita di Lussemburgo |                        | Alice di Borgogna        |                             |  |  |       |  |  |                         |  |  |                          |  |
|                           |                        | Guido di Dampierre       | Guglielmo II di Dampierre   |  |  |       |  |  |                         |  |  |                          |  |
|                           |                        | Guido di Dampierre       | Guglielmo II di Dampierre   |  |  |       |  |  |                         |  |  |                          |  |
|                           |                        | Guido di Dampierre       | Margherita II delle Fiandre |  |  |       |  |  |                         |  |  |                          |  |
| Margherita di Dampierre   |                        | Guido di Dampierre       |                             |  |  |       |  |  |                         |  |  |                          |  |
|                           |                        | Mathilde di Bethune      | Robert VII di Bethune       |  |  |       |  |  |                         |  |  |                          |  |
|                           |                        | Mathilde di Bethune      | Robert VII di Bethune       |  |  |       |  |  |                         |  |  |                          |  |
|                           |                        | Mathilde di Bethune      | Elisabeth di Morialmez      |  |  |       |  |  |                         |  |  |                          |  |
|                           |                        | Mathilde di Bethune      |                             |  |  |       |  |  |                         |  |  |                          |  |